# Pasma Swana
Pasma Swana – cecha widm emisyjnych gwiazd węglowych i komet, a także płomieni paliw węglowodorowych. Nazwa pochodzi od szkockiego fizyka Williama Swana, który w 1856 roku jako pierwszy przeprowadził analizę spektralną rodników węgla dwuatomowego C2.

Widmo płomienia palnika butanowego.

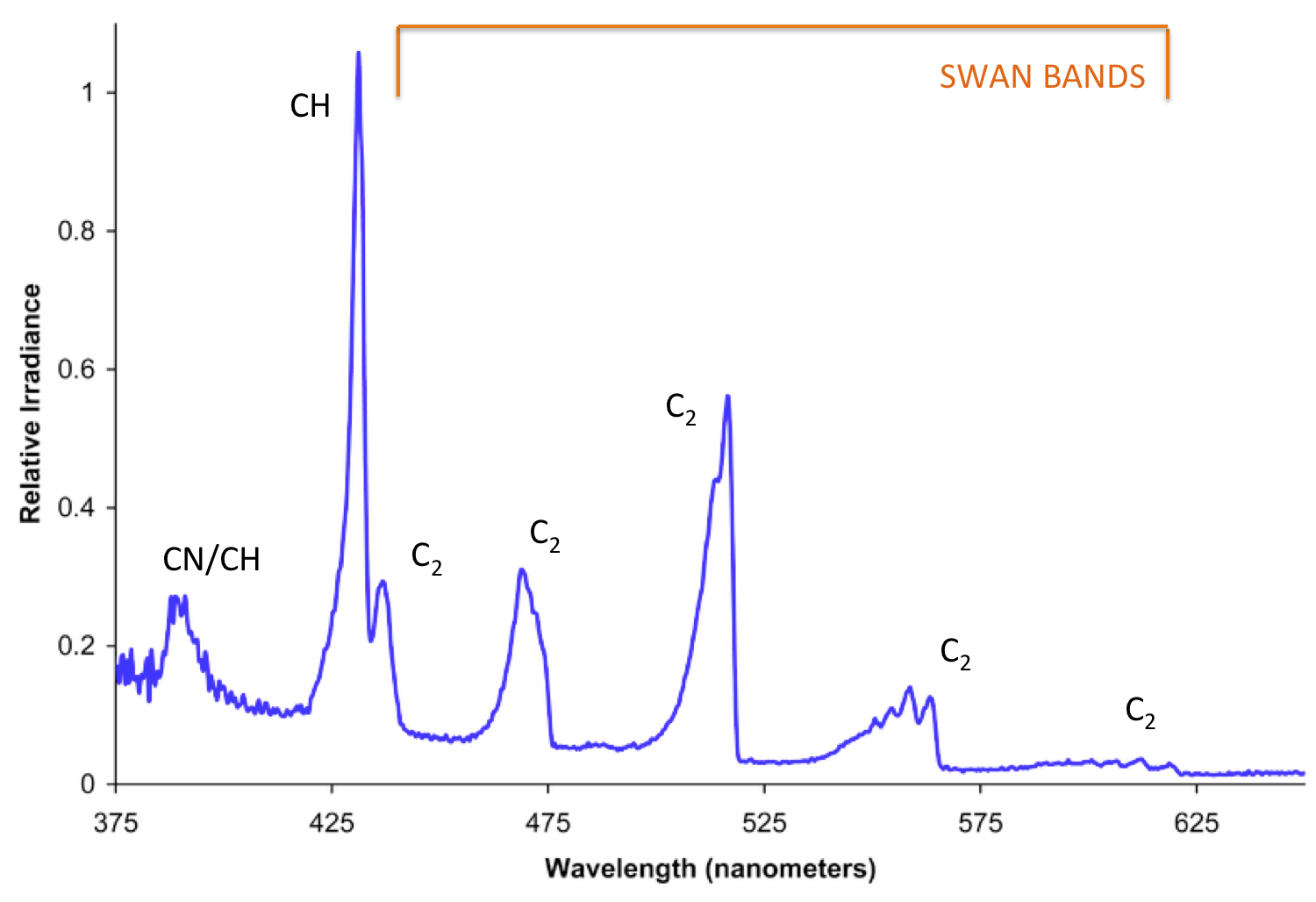
Widmo płomienia palnika butanowego po uwzględnieniu nieliniowej czułości spektrometru.